# Paramount Streaming
Paramount Streaming (anciennement CBS Interactive Inc.) est une entreprise américaine, filiale de ViacomCBS.
Il s'agit d'un réseau de contenu en ligne à des fins informatives et de divertissement.